# Chiesa di San Giovanni al Sepolcro
La chiesa di San Giovanni al Sepolcro (nota anche come chiesa del Santo Sepolcro e tempietto del Sepolcro) è una chiesa romanica sita nel centro storico di Brindisi, chiusa al culto, ma aperta al pubblico con visite guidate.

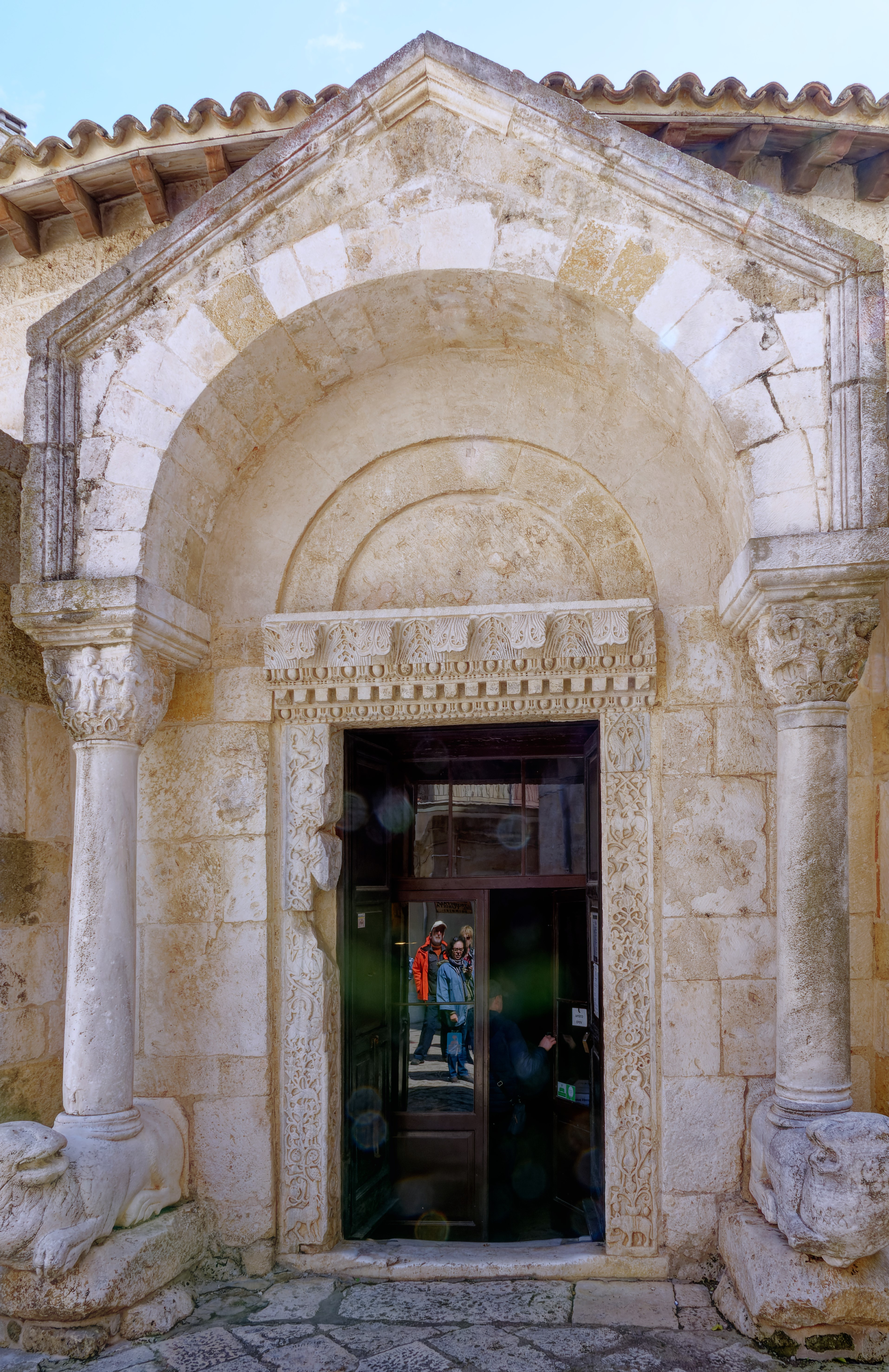
Il portale

## Storia
L'edificio, una costruzione di età normanna (XI secolo), fu forse eretto da Boemondo di ritorno dalle crociate come vuole la tradizione locale. È stato erroneamente in passato ritenuto, senza motivo, un battistero ricostruito su un primitivo tempio paleocristiano.
Dal punto di vista architettonico, la forma della chiesa riporta ai modelli diffusi nell'Italia del medioevo, delle chiese circolari o di forma ottagonale. Queste ultime erano spesso ispirate alla Rotonda dell'"Anastasis" e cioè dell'edificio circolare costruito, sempre nel medioevo, intorno al Santo Sepolcro a Gerusalemme, oggetto di secolare protezione da parte dei Crociati. D'altra parte, a far pensare che la costruzione avesse la funzione di evocare il Santo Sepolcro di Gesù a Gerusalemme, è il fatto che edifici religiosi con forme e funzioni simili, furono eretti nelle stesse epoche in altri luoghi anche lontani, come ad esempio la Basilica del Santo Sepolcro a Bologna o la rotonda di San Lorenzo, a Mantova.
La chiesa doveva appartenere ai canonici del Santo Sepolcro, attestati a Brindisi già intorno al 1126, quando Arnone, priore del Santo Sepolcro di Brindisi, è nominato da papa Onorio II fra i giudici chiamati a dirimere la controversia fra le benedettine di Santa Maria Veterana e l'arcivescovo Bailardo; sempre a tale Ordine risulta appartenere negli anni 1128, 1139, 1146, 1182 come si apprende da alcuni documenti pontifici a favore dei Canonici. 
Alcuni studiosi hanno ipotizzato che la chiesa possa essere stata edificata dai templari, ma tale ipotesi non risulta essere suffragata da alcuni riscontro documentario.
Apparteneva ai canonici del Santo Sepolcro ancora nel 1220, quando viene citata come tale nel noto privilegio di papa Onorio III con il quale il pontefice da Orvieto accoglieva sotto la sua protezione diretta le chiese dell'Ordine.
Con bolla del 28 marzo 1489 papa Innocenzo VIII dichiarava estinto l'Ordine dei canonici del Santo Sepolcro e decretò che i suoi beni passassero all'Ordine dell'ospedale di San Giovanni di Gerusalemme e di Rodi. Da questo momento in poi la chiesa, assunta l'attuale denominazione, appartenne a questo Ordine.
Nel 1761 si verificò un terremoto che distrusse gran parte degli edifici brindisini; la Chiesa di San Giovanni al Sepolcro non crollò ma subì notevoli danni in seguito al crollo totale delle capriate e del tetto, oltre allo spostamento dell'asse delle colonne portanti che a tutt'oggi risulta deviato. Ciò comportò un lungo degrado e la perdita dell'80% della superficie affrescata, fino al restauro di metà Ottocento che lo portò a fungere da provvisoria sede del Museo Civico dal 1850 al 1955. Numerose campagne di scavo al suo interno hanno portato alla luce antiche testimonianze di epoca romana, tra le quali il pavimento di un edificio identificato come una domus oggi visibile mediante un'apertura sul pavimento.

## Descrizione

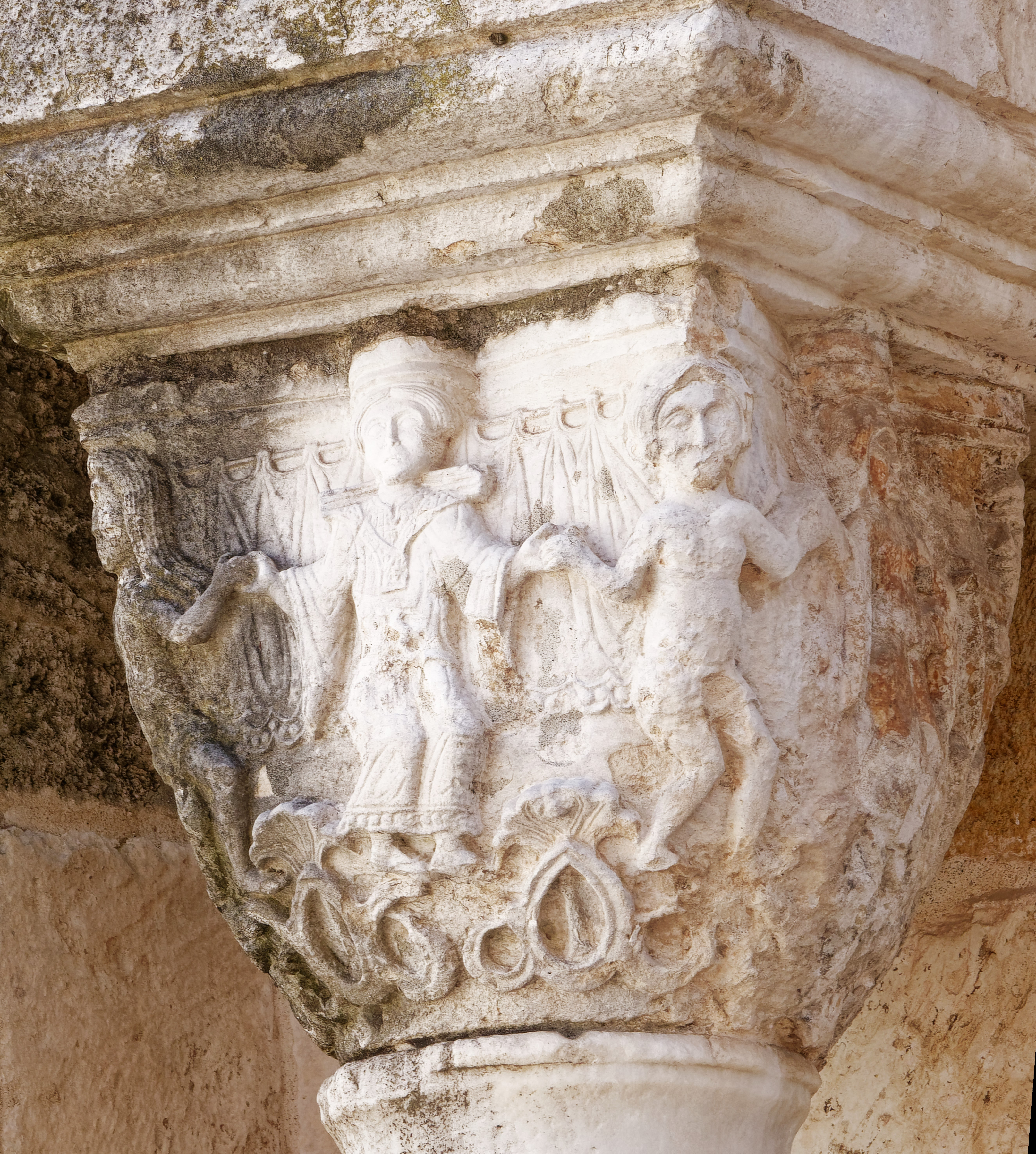
San Giovanni al Sepolcro a Brindisi - Capitello della colonna a sinistra del portale

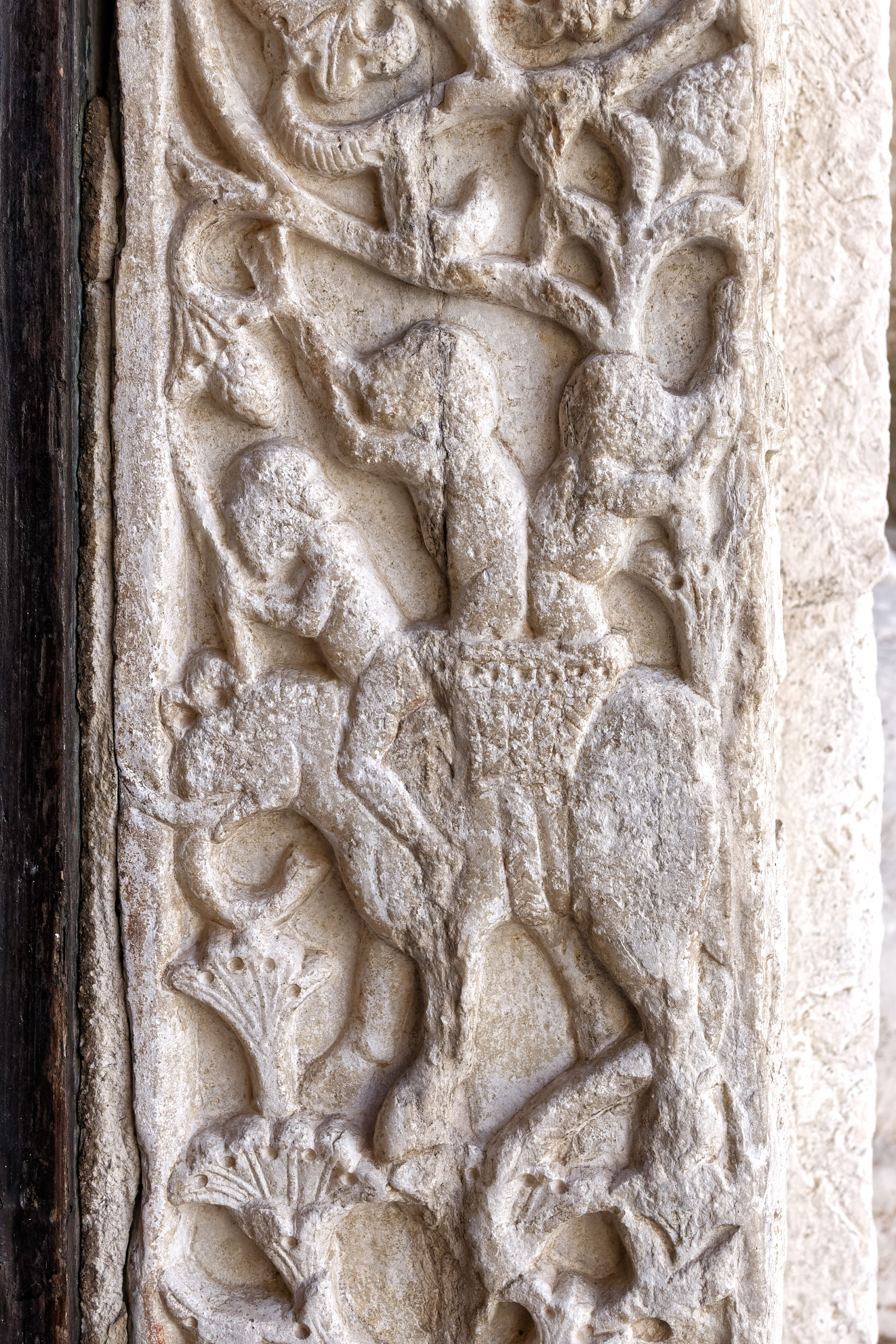
San Giovanni al Sepolcro a Brindisi - Figura di elefante alla base dello stipite destro del portale

Ha pianta circolare, le pareti perimetrali sono costituite da grossi conci di carparo. Notevole il portale principale architravato e incorniciato da un protiro cuspidato su due colonne sostenute da leoni, con capitelli a figure fantastiche. Gli stipiti del portale sono riccamente ornati di rilievi, con il tralcio abitato, tipico motivo del romanico pugliese: sono presenti scene di lotta tra animali mitologici e reali, scene che rimandano all'Antico testamento (Sansone, Noè), e la raffigurazione di un guerriero normanno riconoscibile dallo scudo lungo ed ovale. Di notevole interesse è anche la figura inserita nella parte superiore dello stupite sinistro. Trattasi probabilmente di un sovrano (con il capo coronato), posto davanti a quella che pare una cortina di tessuto, una tenda, tipica delle rappresentazioni degli imperatori bizantini, ancora presenti nei mosaici del tempo.
Una piccola porta a sud ha stipiti decorati con formelle di animali della tradizione vetero-cristiana a rilievo schiacciato (X secolo).
Nell'interno, con pianta a ferro di cavallo, un giro di otto colonne di marmo cipollino e di granito dai capitelli svariati (alcune di provenienza antica), sostiene il tetto, ricostruito nel restauro in luogo della cupola centrale crollata; attorno gira l'ambulacro, interrotto nel fondo da una parete a cui si appoggiano le ultime due colonne.
Alle pareti sono resti di affreschi (Deposizione di Cristo, Madonna col Bambino, San Giorgio e altri Santi) attribuibili al XIII-XIV secolo.

### Interni

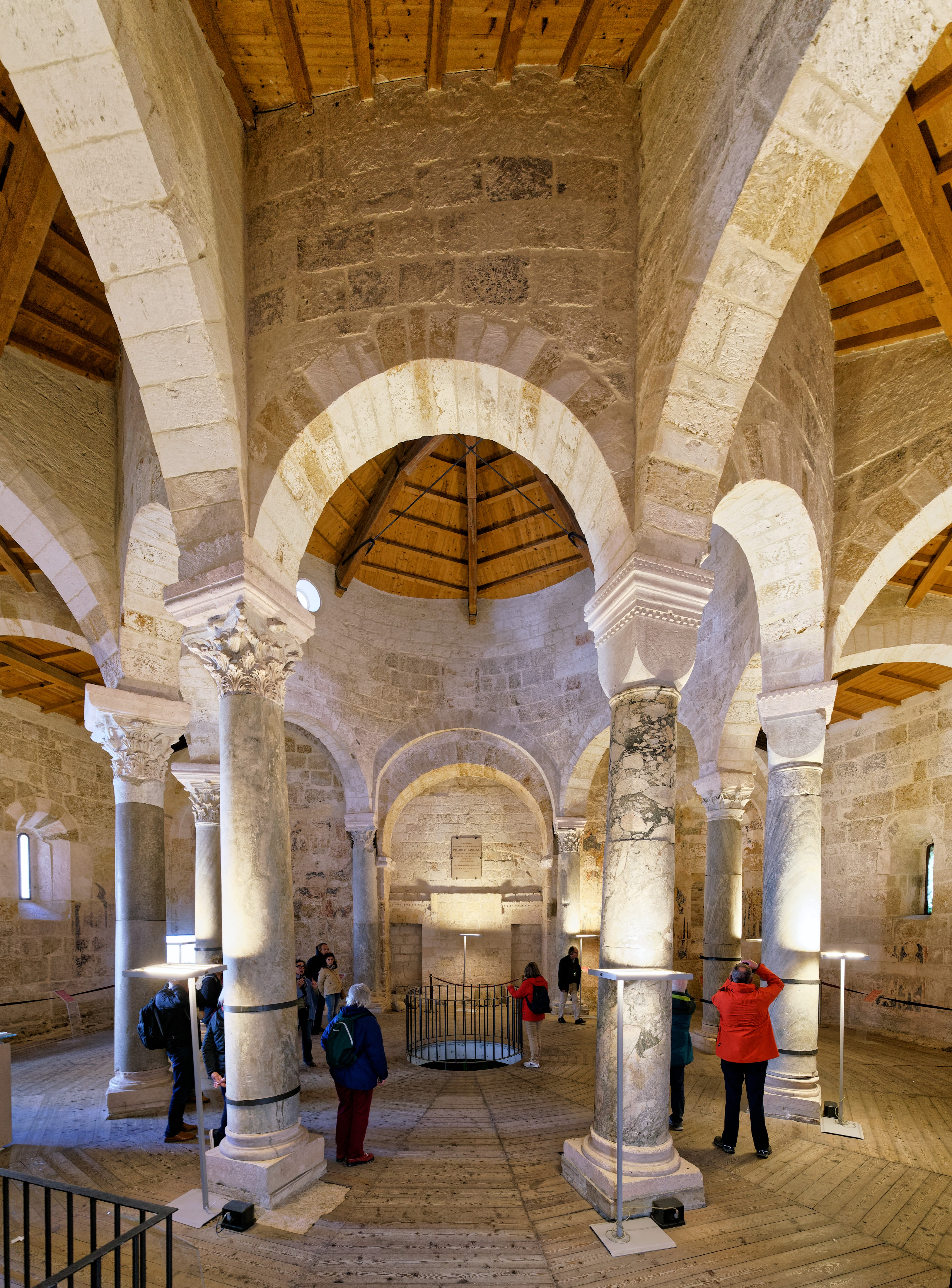
Interni della chiesa
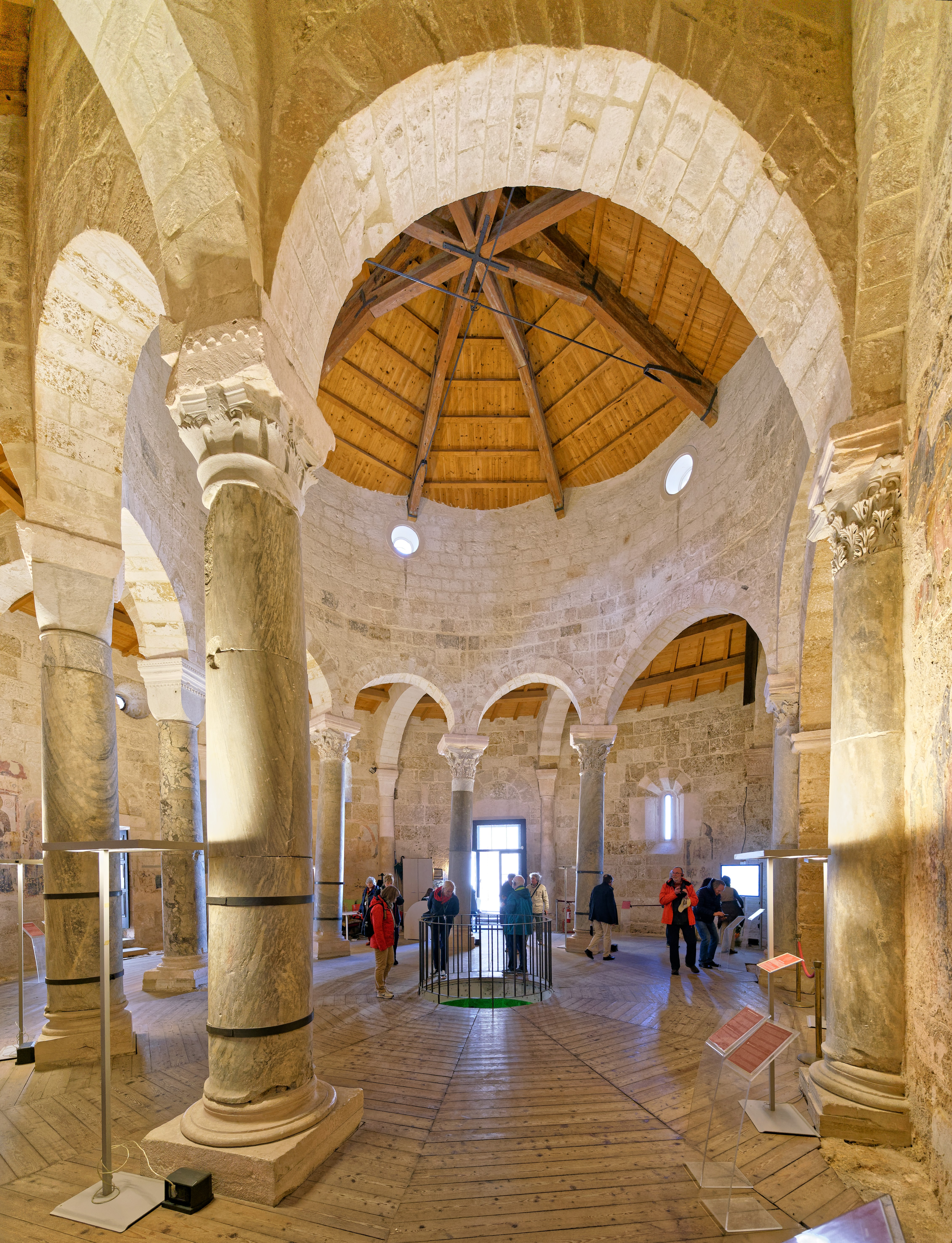
Interni della chiesa
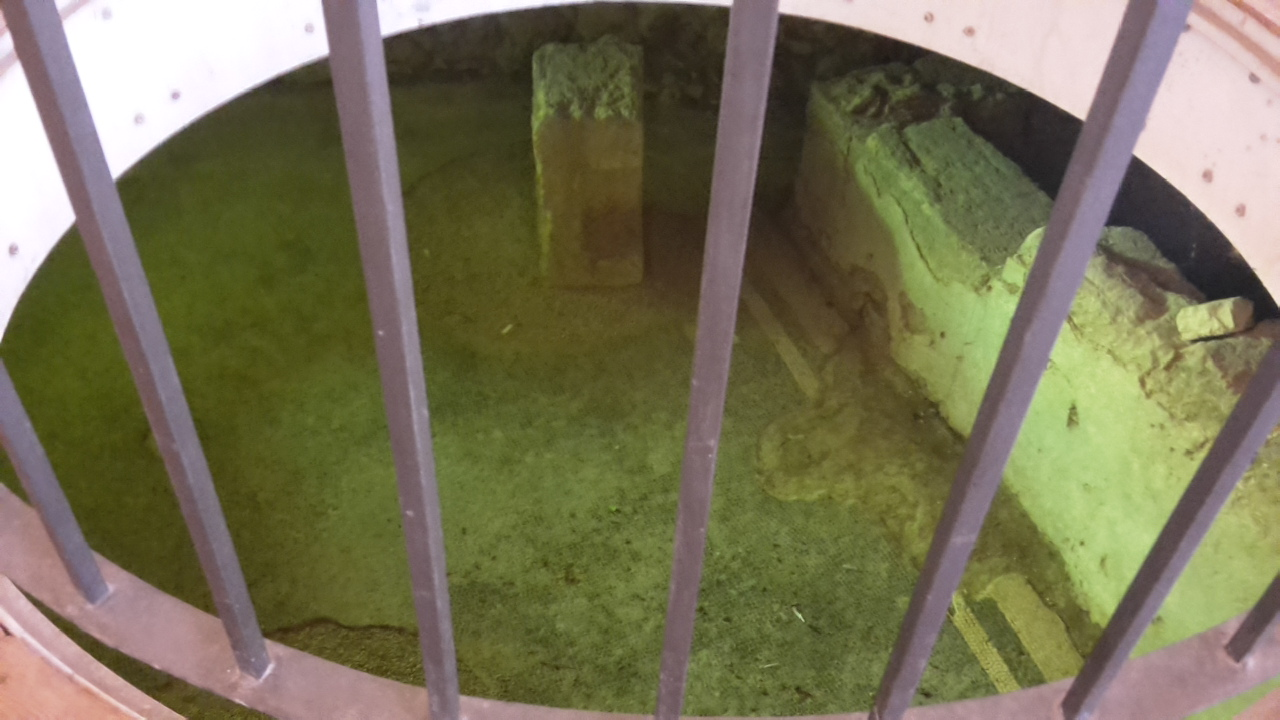
Cripta vista dal piano terra
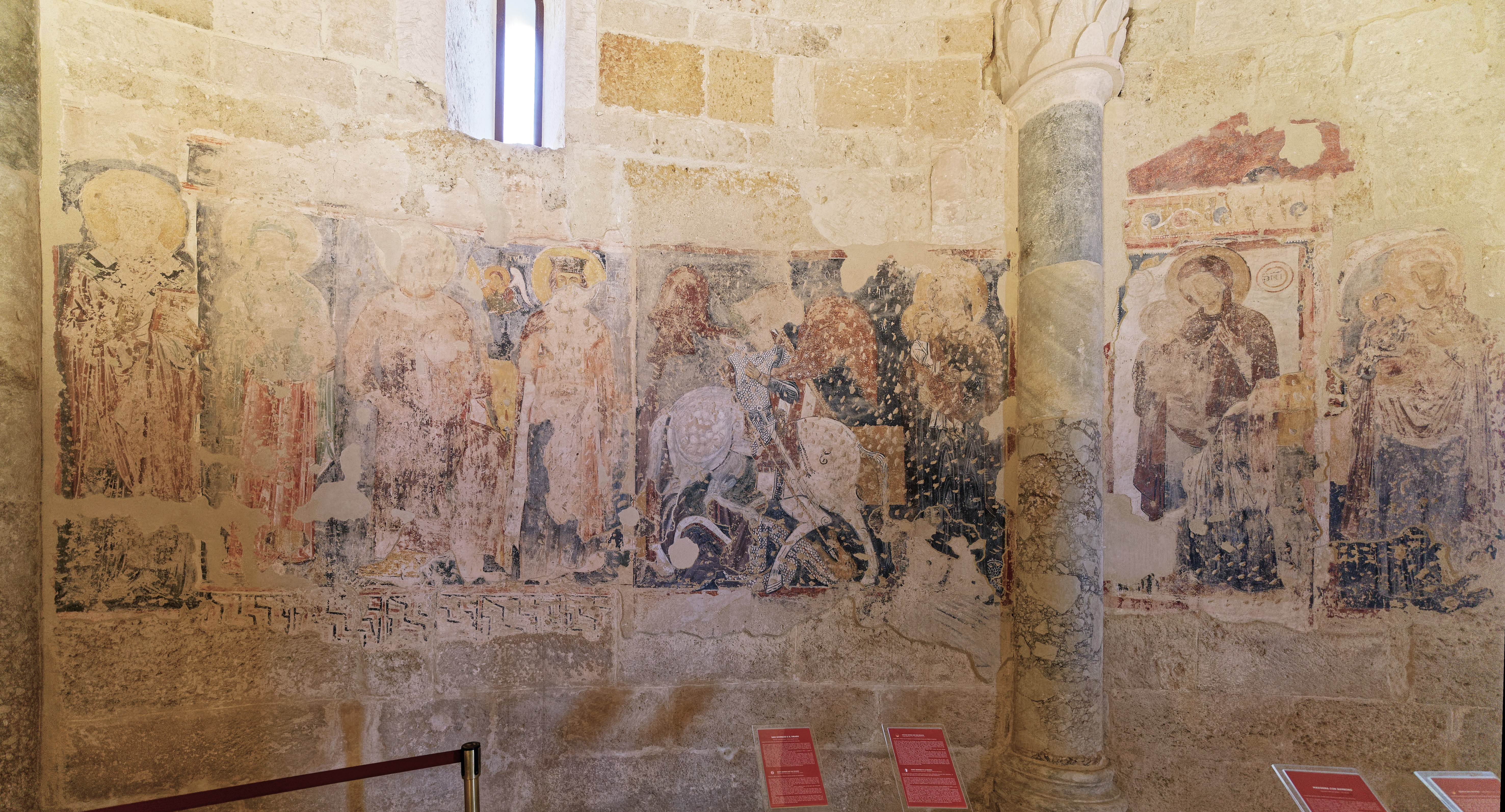
Dettaglio affreschi